# رینیابشنیو
رینیابِشِنیو (به مجاری:  Rinyabesenyő) یک منطقهٔ مسکونی در مجارستان است که در ناحیه نادی‌آتاد واقع شده‌است. رینیابشنیو ۲۸٫۶۳ کیلومتر مربع مساحت و ۲۲۴ نفر جمعیت دارد.